# Chitpas Kridakorn
Chitpas Kridakorn (thaï : จิตภัสร์ กฤดากร), née Bhirombhakdi (ภิรมย์ภักดี) le 16 juin 1985 à Bangkok, est une figure politique et activiste thaïlandaise. 
Membre du Parti démocrate depuis 2007, elle prend part au Comité populaire de réforme démocratique (en) pendant la crise politique de 2013-2014. En mai 2019, elle est élue membre de la Chambre des représentants.
Elle travaille au niveau national et international, avec des marques tels que Blue UIR Advertising, Orange (True Move), Christian Dior ou Thairath Newspaper.

## Famille et éducation
Chitpas Kridakorn, aussi connue sous le nom de Tan (ตั๊น), est la fille ainée d’une famille aristocratique. Son père Chutinant Bhirombhakdi est un des héritiers de la fortune de la brasserie Boon Rawd et le vice-président exécutif de la Singha Corporation, qui produit les marques de bières Singha et Leo. Il est également président de la Fondation du comité paralympique de Thaïlande, Président de l’Association de Karaté de Thaïlande et ancien membre du Conseil national de réforme. Son grand-père Chamnong Bhirombhakdi était le président de Singha Corporation et était en 2011 l'un des sept plus riches Thaïlandais selon Forbes, avec un chiffre d’affaires de deux milliards de dollars. Elle est souvent qualifiée d'« héritière de Singha » ou d'« héritière de la bière » dans la presse thaïlandaise. Sa mère,  Piyapas Bhirombhakdi, née Kridakorn, est une membre éloignée de la famille royale de Thaïlande (descendante du roi Mongkut) et actrice, principalement connue pour son interprétation de la reine Sri Suriyothai dans le film d’histoire Suriyothai (2001).
En 2017, la version asiatique du magazine Tatler la classe comme la numéro 2 des « Femmes les plus éligibles de la Thaïlande ».
Elle fréquente l’école Chitralada (école où vont les enfants de la famille royale thaïe) et l’école Westonbirt en Angleterre. Elle a un bachelor en géographie du King's College de Londres obtenu en 2009, et un master en administration publique de l'université Chulalongkorn de 2014. Cette même année, elle est médaillée comme meilleure étudiante de son école.

## Carrière politique

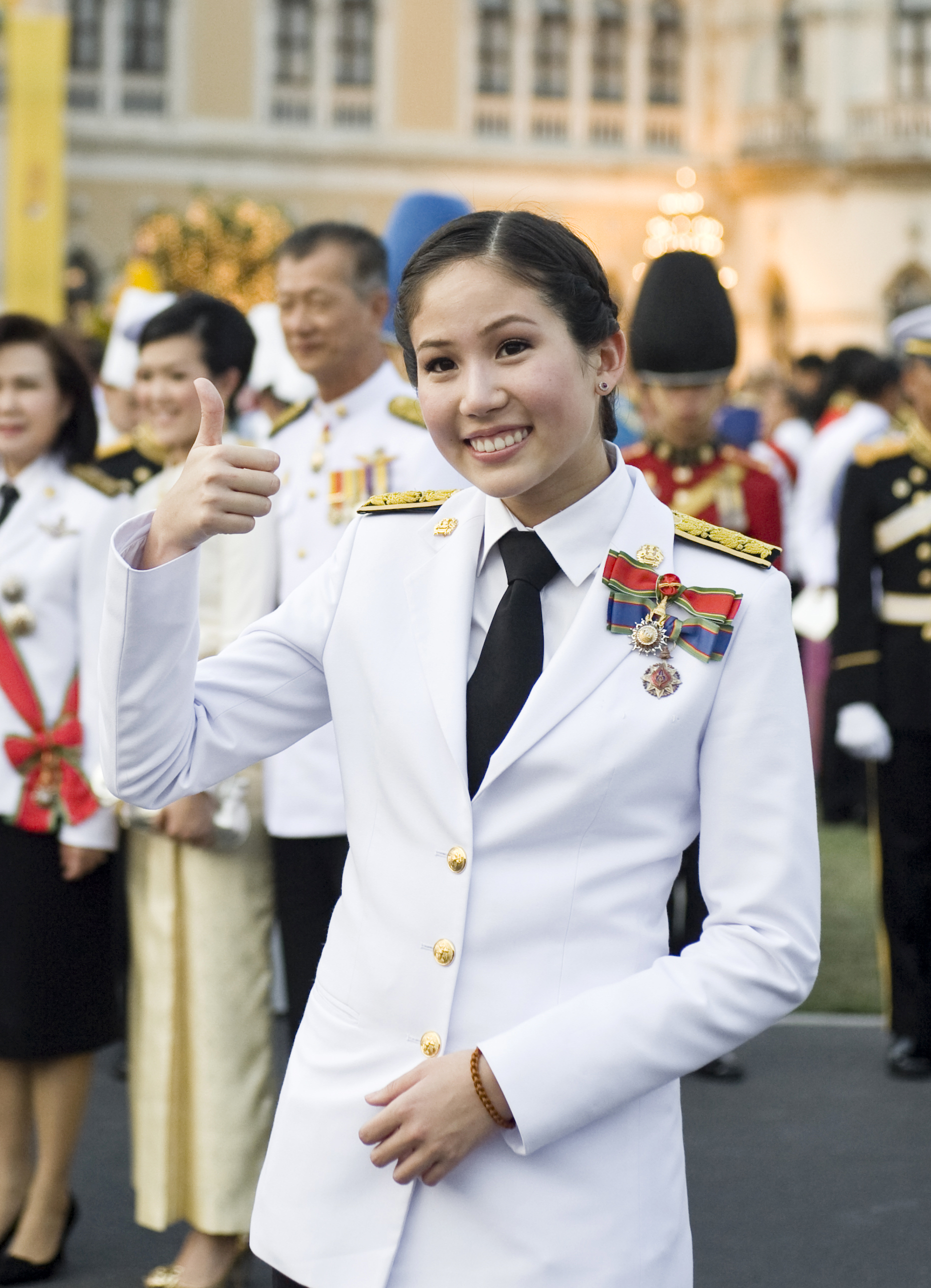
Chitpas en tant que membre du staff à la maison gouvernementale en 2009.

La voie politique de Kridakorn rejoint celle du gouvernement d'Aphisit Wetchachiwa grâce à Niphon Promphan, secrétaire général du Premier ministre, qui est proche de sa famille et remarque ses intérêts politiques. Elle est d'abord assistante du secrétaire d'Ajahn Panitan Wattanayakorn, secrétaire général du Premier ministre et porte-parole du bureau du Premier Ministre. En décembre 2009, elle provoque une controverse en distribuant des calendriers de la marque de bière de sa famille à la « Maison du Gouvernement » (résidence du Premier ministre) pendant le festival du Nouvel An. Elle démissionne,, mais se fait embaucher en tant que secrétaire du ministre des Technologies de l'Information et de la Communication.
Lors des élections législatives de 2011, à 25 ans, elle se présente en tant que candidate de circonscription pour les quartiers de Dusit et Ratchathewi à Bangkok, une circonscription de militaires, de fonctionnaires et de classe moyenne mais elle échoue, de peu. Elle exerce ensuite en tant que porte-parole du député du Parti démocrate. Elle utilise cette position pour appeler à une répression des sites web insultant la monarchie, sous la loi de lèse majesté et le Computer Crimes Act.
Elle rejoint les protestations anti-gouvernementales de 2013 et est devenue une des principales porte-parole et visage du Comité populaire de réforme démocratique (PDRC), dirigé par un ancien politicien démocrate, Suthep Thueaksuban. Lors de ces rassemblements, elle participe à des activités scolaires et rend visite à la population dans trois régions des provinces du Sud. C'est là qu'elle reçoit le surnom d'« Ange des bonnes personnes ». Dans un rapport de l'AFP en mi-décembre 2013, Kridakorn est citée disant que beaucoup de Thaïs manquaient d'une « réelle compréhension de la démocratie… surtout dans les zones rurales. » Elle déclare : « les élections sont affaire de quantité [de votes] ; or, il faut également que la qualité soit prise en compte », insinuant qu'une mise en place du suffrage censitaire serait approprié pour le pays. Cela provoque une profonde colère, en particulier au sein des Chemises rouges qui soutiennent le gouvernement et des habitants des zones rurales des provinces du nord-est (Isan) : un vaste mouvement de boycott des bières Singha et Leo nuit fortement aux affaires de la Singha Corporation. Sa maison est attaquée avec des cocktails Molotov. Une semaine plus tard, sa famille l'incite à changer de nom de famille pour pouvoir garder leur nom réel et la brasserie Boon Rawd en dehors du conflit. Elle choisit alors d'utiliser le nom de jeune fille de sa mère, Kridakorn. Les protestations donnent lieu au coup militaire de mai 2014, que Kridakorn et les autres leaders du PDRC célèbrent avec une soirée. Après le coup, la PDRC change son nom en People's Democratic Reform Foundation (PDRF), avec Kridakorn comme assistante secrétaire. 
En 2015, elle postule pour une position à la 191e division des patrouilles de police et des opérations spéciales de la police royale thaï. Cela egendre une grande opposition de la part de plusieurs officiers de police, lui rappelant son rôle lors de l'assaut du siège de la police de Bangkok pendant les protestations de 2013-2014 et les accusations de sédition contre elle. Elle retire donc sa candidature. En 2018, elle demande l'aide juridique d'un fonds du ministère de la justice pour les cautions des personnes à faible revenu pendant sa procédure pénale pour sédition. Sa demande est refusée car elle n'a pas envoyé tous les documents prouvant qu'elle était admissible à l'aide,.
Chitpas est choisie comme secrétaire du député du Parti démocrate en novembre 2018. Aux élections législatives de 2019, elle est la vingtième candidate de la liste du parti. En remportant exactement 20 sièges de liste, elle est élue à la Chambre des représentants. Bien que le parti ne soit pas au pouvoir, Kridakorn prend son rôle de porte-parole très au sérieux, voyageant à travers le pays et travaillant avec les citoyens pour se rendre compte des changements à effectuer.